# 第94步兵師 (德國國防軍)
第94步兵師（德語：94. Infanterie-Division）是納粹德國國防軍陸軍的一個步兵師。該師於1939年9月組建。
第二次世界大戰期間，該師一直在德國國內待命，沒有參與入侵波蘭和入侵法國行動。1941年，該師參與巴巴羅薩行動，此後一直在東線作戰。
1943年1月，該師在斯大林格勒战役被殲，不久重建，並調往意大利作戰。
該師最後於1945年4月投降解散。

## 註腳
1. ↑  Mitcham（2007年）